# Брат (фильм, 1997)
«Брат» — российская криминальная драма режиссёра и автора сценария Алексея Балабанова. Первая часть дилогии (вторая — «Брат 2») о герое 1990-х годов Даниле Багрове, роль которого сыграл Сергей Бодров-младший. В фильме также снялись Виктор Сухоруков, Светлана Письмиченко, Юрий Кузнецов и другие.
Сюжет фильма о том, как демобилизованный из армии Данила Багров возвращается в родной город. Скучная, однообразная жизнь провинции не может устроить крепкого парня, и он решает поехать в Санкт-Петербург, тем более, что там, по слухам, уже давно процветает его старший брат Виктор.
В 1997 году Балабанов и Бодров получили гран-при фестиваля «Кинотавр» как лучший режиссёр и лучший актёр соответственно. Фильм включён в список «100 главных русских фильмов» по версии журнала «Афиша».
У картины есть продолжение — «Брат 2», вышедшее в 2000 году.
24 марта 2022 года «Брат» был выпущен в повторный прокат в России.

## Сюжет
Осень 1996 года. Вернувшийся с Чеченской войны Данила Багров гуляет по родному провинциальному городу и случайно срывает съёмки клипа группы «Наутилус Помпилиус» на песню «Крылья». Данилу забирают в милицию за то, что он избил охранника съёмочной группы, но отпускают, пригрозив поставить на учёт, если он не устроится на работу. Мать ругает Данилу за участие в драке и во избежание повторения криминальной судьбы отца советует ему ехать в Санкт-Петербург к старшему брату Виктору Сергеевичу Багрову, который (как она думает) «там большой человек».
Приехав в Петербург и не застав брата дома, Данила гуляет по городу и ночует на чердаке. На следующий день на рынке он становится свидетелем конфликта между торговцем антиквариатом и рэкетиром. Оглушив рэкетира и забрав его револьвер кустарного производства, Данила знакомится со спасённым — пожилым российским немцем Гофманом, который говорит ему, что город — страшная сила.
Гофман приводит Данилу на Смоленское лютеранское кладбище, в склеп, где знакомит со своими друзьями-бомжами, они выпивают и закусывают домашним пирогом, который Данила вёз брату. После этого Данила едет в трамвае и видит, как двое кавказцев, не заплатив за проезд, глумятся над робким контролёром. Угрожая отобранным ранее револьвером, он заставляет «зайцев» заплатить штраф. Напуганные кавказцы отдают кошелёк с деньгами, умоляя не убивать их. Данила, отсчитав нужную сумму, бросает кошелёк на пол, и кавказцы, подобрав его, убегают. Затем Данила идёт в рокерский музыкальный магазин, чтобы найти диск «Крылья», возле которого знакомится с тусовщицей Кэт, она сразу примечает его импортный плеер.
Наконец Данила встречается с братом Виктором, киллером, известным под кличкой Татарин, который, пытаясь выглядеть перед младшим братом солидным бизнесменом, снабжает его деньгами — советует купить себе приличную одежду и снять на первое время жильё.
Накануне бандит по кличке Круглый, сыплющий оригинальными стихотворными поговорками, заказал Татарину убийство криминального авторитета по прозвищу Чечен, захватившего местный рынок. Татарин согласился выполнить заказ, но потребовал больше обычного — двадцать тысяч долларов, мотивируя риском для жизни. Это не понравилось Круглому, и он приказал своим людям постоянно находиться на рынке и следить за Татарином. Виктор, жалуясь брату, что Чечен, якобы «бывший чеченский террорист», вымогает у него деньги и притесняет русских, втягивает Данилу в криминальные разборки и передаёт ему «заказ» на Чечена, обещав заплатить две тысячи долларов. Данила соглашается, но от предложенного за шестьсот долларов пистолета отказывается.
Через друзей Гофмана Данила снимает себе ещё и комнату в квартире пожилого алкоголика, ветерана войны. Придя на рынок в образе студента в старом плаще, берете и очках, Данила взрывает несколько самодельных взрывпакетов для отвлечения внимания людей, и, воспользовавшись суматохой, убивает Чечена, однако люди Круглого преследуют Данилу и успевают его ранить. Данила с трудом уходит от погони, запрыгнув в грузовой трамвай, и в перестрелке ранит одного из бандитов, который впоследствии умирает. Вагоновожатая Светлана предлагает раненому Даниле помощь, но тот отказывается, обещая найти её позже.
- Современные виды мест, где снималась прогулка Данилы по Санкт-Петербургу в ожидании брата
- Набережная канала Грибоедова близ Казанского собора
- Угол Зимней канавки и Миллионной улицы
- Набережная реки Мойки рядом с квартирой-музеем Пушкина
- Медный всадник на Сенатской площади

Заботами Гофмана Данила выздоравливает и отправляется искать спасшую его Свету. Между ними завязываются отношения, несмотря на наличие у Светланы мужа, который редко бывает дома и от которого она постоянно терпит побои. Тем временем Круглый находит трамвай, на котором скрылся Данила, и расспрашивает о нём Свету. Женщина пускает бандитов по ложному следу. Круглый обещает наказать её, если она их обманула. Вместе Данила и Света идут на концерт группы «Наутилус Помпилиус», где неожиданно встречают Кэт. Она небрежно называет Свету «мамой» и, услышав от Данилы, что скоро у него будут деньги, даёт ему свой номер телефона, намекнув, что знает место «с клёвым ганджубасом».
Виктор отдаёт брату оговорённую за выполненный «заказ» сумму и предлагает начать совместный бизнес, а также намекает, что хорошо бы расправиться и с его основным конкурентом — Круглым. Данила идёт в гости к Свете, купив ей в подарок магнитолу с проигрывателем CD-дисков. Оставшись в комнате один, он сталкивается с неожиданно пришедшим мужем Светы. Данила отбирает у него ключи от комнаты и запрещает появляться впредь. Немного расстроившись от такой встречи, Данила решает развлечься по-новому и звонит Кэт, в результате чего оказывается на рейве в ночном клубе, но танцы под музыку с непонятыми словами ему не понравились. Потом он попадает на афтепати в квартире, где незнакомые люди, в том числе и несколько иностранцев жгут в камине мебель и курят марихуану. Пообщавшись с присутствовавшим на тусовке французом и приняв его за американца, Данила радостно обещает Америке скорый «кирдык». Кэт, чтобы не возвращать ему оставшиеся не потраченные на марихуану деньги, склоняет его заняться сексом.
На следующий день Данила просыпается у себя в квартире от телефонного звонка: это звонит брат. Под предлогом болезни Виктор просит его поучаствовать вместо себя в ещё одной разборке, на этот раз бесплатно, «ради общего дела», и Данила снова соглашается, хотя его самого после вчерашнего мучит головная боль. На окраине Васильевского острова Данила встречается с двумя бандитами, и вместе они идут на квартиру, где должен появиться некий Макар, якобы недавно заполучивший крупную сумму денег, скрывавшийся, но объявившийся у своего друга. Взяв хозяина квартиры в заложники, они ждут Макара, ушедшего за водкой. В это же время этажом выше компания из петербургского андеграунда празднует чей-то день рождения, и один из гостей, звукорежиссёр Степан, ошибается этажом и попадает в квартиру, где находятся Данила и бандиты. Степан оказывается нежелательным свидетелем, и бандиты берут его в заложники. При этом Данила обещает ему, что его не тронут.
Через некоторое время в квартиру также по ошибке звонит кумир Данилы — Вячеслав Бутусов (камео); Данила узнаёт его, и это спасает музыканта. Под предлогом раздобыть таблетку от головной боли Данила поднимается вслед за Бутусовым в квартиру этажом выше, тусуется там с известными рок-музыкантами и слушает их песни. Возвратившись в квартиру и видя, что бандиты убили хозяина и Макара и уже собираются расправиться со Степаном, Данила говорит, что сделает это сам, берёт пистолет у одного из бандитов, но неожиданно расстреливает его сообщника, а затем и его самого. Трупы при помощи Степана он прячет на кладбище и просит Гофмана, чтобы тот их похоронил. Гофман, перед которым Данила оправдался за свой поступок словами: «Я людей хороших спас», — не решается его осуждать и бормочет лишь: «Бог тебе судья…».
Круглый со своими людьми начинает охоту за Данилой. Они приезжают к Светлане, избивают её и насилуют, но узнать что-нибудь про Данилу им не удаётся. Бандит по кличке Крот устраивает на Данилу засаду, стреляет в него, но пуля попадает в плеер, и это спасает жизнь Даниле, который ответными выстрелами убивает Крота. Придя к Свете и увидев её избитой, Данила грозится убить мужа-тирана, но после её рассказа понимает, что это работа Круглого.
- Современные виды мест, где снималась некоторые эпизоды фильма в Санкт-Петербурге
- Беседка-склеп на Смоленском лютеранском кладбище, где проводил время Немец
- Дворик на Кирочной улице. Здесь располагался музыкальный магазин, в котором Данила познакомился с Кэт
- Дом на Морской набережной, где происходит покушение киллера на Данилу
- Сенной рынок, на котором Данила убивает Чечена

Круглый берёт в заложники Виктора и, угрожая расправой, требует выдать Данилу и вернуть деньги, при этом удивляясь, как этот «штабной писарь» смог убить четырёх бандитов. Данила в этот момент звонит брату и по его испуганному голосу догадывается о засаде. У деда, сдающего ему комнату, он выкупает охотничье ружьё, делает из него обрез и, придя к брату, убивает Круглого и его людей. У Виктора в свете таких событий случается истерика: он боится, что брат за предательство расправится и с ним, но Данила его успокаивает, повторяя: «Ты же брат мне!..» — и апеллирует к сентиментальным воспоминаниям из детства.
Данила забирает из квартиры кейс с деньгами, а брату советует возвращаться домой к матери и устроиться на работу в милицию. Потом он приходит к Свете, но, став свидетелем очередного её избиения мужем, стреляет из обреза ему по ногам. Неожиданно для Данилы Света бросается оказывать помощь мужу-истязателю, крича Даниле, что не любит его, и требуя, чтобы он ушёл. Данила уходит, оставив CD-диски и деньги «на лечение». Потом, видя как муж с соседом пропивают полученное, женщина плачет.
Покинув Свету, расстроенный Данила идёт к Гофману, рассуждает с ним о пагубном влиянии на людей большого города и напоследок предлагает деньги, но тот отказывается. Затем Данила встречается с Кэт, сообщает о своём отъезде и дарит ей пачку долларов «сходить на Пенкина».
В финале фильма Данила выходит на заснеженное шоссе, ловит попутку и уезжает в Москву.

## В ролях
| Актёр                 | Роль                                                                                                |
| --------------------- | --------------------------------------------------------------------------------------------------- |
| Сергей Бодров-младший | Данила Сергеевич Багров, брат Виктора                                                               |
| Виктор Сухоруков      | Виктор Сергеевич Багров, брат Данилы, киллер по кличке «Татарин» (озвучивание: Алексей Полуян)      |
| Светлана Письмиченко  | Света, водитель грузового трамвая                                                                   |
| Мария Жукова          | Кэт, тусовщица                                                                                      |
| Юрий Кузнецов         | Немец Гофман, друг Данилы                                                                           |
| Ирина Ракшина         | Зинка                                                                                               |
| Сергей Мурзин         | Круглый, глава преступной группировки. Прототип — криминальный авторитет Максим Ворон               |
| Анатолий Журавлёв     | нервный бандит                                                                                      |
| Андрей Федорцов       | Степан, режиссёр на радио, заложник                                                                 |
| Игорь Шибанов         | Николай, сотрудник милиции, одноклассник Сергея Платоновича Багрова (отца братьев Данилы и Виктора) |
| Сергей Дебижев        | режиссёр видеоклипа                                                                                 |
| Алексей Севастьянов   | бандит из группировки Круглого                                                                      |
| Ринат Ибрагимов       | Шиша, бандит                                                                                        |
| Владимир Ермилов      | Павел Евграфович, муж Светы                                                                         |

| Актёр                 | Роль                                                |
| --------------------- | --------------------------------------------------- |
| Анатолий Горин        | сосед Светы по квартире                             |
| Андрей Краско         | хозяин квартиры, в которой засели бандиты           |
| Денис Кириллов        | рэкетир на рынке                                    |
| Наталья Львова        | продавщица-грубиянка, прогнавшая Данилу из магазина |
| Виталий Матвеев       | дед-алкоголик                                       |
| Василина Стрельникова | продавец компакт-дисков                             |
| Сергей Астахов        | шофёр-дальнобойщик                                  |
| Артур Арутюнян        | первый кавказец в трамвае                           |
| Игорь Ламба           | второй кавказец в трамвае                           |
| Сергей Исавнин        | контролёр в трамвае                                 |
| Юрий Макусинский      | Чечен, глава преступной группировки                 |
| Татьяна Захарова      | мать Данилы и Виктора                               |
| Алексей Полуян        | Крот, киллер, покушавшийся на Данилу                |
| Владимир Лабецкий     | Утюг, бандит                                        |
| Игорь Лифанов         | бандит из группировки Круглого                      |

### Музыкантыв роли самих себя
- Вячеслав Бутусов
- Сергей Чиграков
- Настя Полева
- Музыканты из группы «Аквариум», среди которых были Андрей Романов и Олег Сакмаров
- Музыканты из группы «Наутилус Помпилиус», среди которых был Игорь Копылов
- Музыканты из группы «2ва самолёта»
- Музыканты из группы «Колибри», среди которых была Наталья Пивоварова
- Музыканты из группы «Препинаки»

### Озвучивание
- Алексей Полуян — Виктор Багров (роль Виктора Сухорукова)
- Александр Строев — Круглый (роль Сергея Мурзина)
- Валерий Кухарешин — режиссёр клипа (роль Сергея Дебижева)
- Александр Баширов — бандит (роль Игоря Лифанова)
- Виктор Бычков — избитый охранник съёмочной группы, эпизод в милиции (роль Константина Анисимова); сосед Светы по квартире (роль Анатолия Горина); водитель грузовика в финальной сцене
- Александр Половцев — рэкетир (роль Дениса Кириллова)
- Нина Усатова — мать Данилы и Виктора (роль Татьяны Захаровой)

## Съёмочная группа
| Режиссёр-постановщик и автор сценария | Алексей Балабанов |
| Оператор-постановщик                  | Сергей Астахов    |
| Композитор                            | Вячеслав Бутусов  |
| Художник-постановщик                  | Владимир Карташов |
| Монтаж                                | Марина Липартия   |
| Продюсер                              | Сергей Сельянов   |

## История съёмок

### Замысел
Режиссёр Алексей Балабанов вспоминал, что история «Брата» родилась из его старого замысла соединить в одном фильме бандитов и музыкантов, поскольку он общался и с теми, и с другими. Музыка должна была сыграть одну из ведущих ролей в будущем фильме. Подыскивая подходящий саундтрек, Балабанов остановил свой выбор на группе «Наутилус Помпилиус», поскольку был дружен с вокалистом Вячеславом Бутусовым ещё со времён жизни в Свердловске. Также на съёмки были приглашены музыканты из «Аквариума», вокалистка Настя Полева и Сергей Чиграков (группа «Чиж & Co»).
По свидетельству жены Балабанова, работавшей на картине художницей по костюмам, сценарий «Брата» писался на даче. Некоторых актёров утвердили «заочно», включая Светлану Письмиченко, сыгравшую в «Замке», и Виктора Сухорукова, известного по роли в «Счастливых днях». По словам продюсера Сергея Сельянова, всё окончательно сложилось, когда в 1996 году Балабанов познакомился с Сергеем Бодровым-младшим на фестивале «Кинотавр», впечатлившись его игрой в фильме «Кавказский пленник».
В опубликованном сценарии существуют отличия от фильма, например:
1. Света и её муж Павел Евграфович увлекаются садомазохизмом. При съёмках Балабанов переосмыслил эти сцены в сторону домашнего насилия, но позже исследовал эту тему БДСМ в своём следующем фильме — «Про уродов и людей».
2. Уголовная разборка и домашний концерт проходили в одной и той же квартире. Режиссёр Степан был не случайным заложником, а организатором квартирника. Целью был продюсер рок-музыкантов, по легенде, обложивший их данью за возможность выступать на телевидении. Поняв, что брат подставил его с этой разборкой и что бандиты хотят расстрелять не только продюсера, но и всех собравшихся в квартире музыкантов, Данила убивает сообщников прямо в соседней комнате.
3. Бандит Круглый не произносит поговорки.
4. Отсутствуют некоторые персонажи, например: девушка Кэт, кавказцы, не заплатившие за проезд в трамвае, и различные эпизодические персонажи.
5. Данила делает бронежилет из сшитых между собой компакт-дисков.

### Съёмочный период
«Брат» стал первым полнометражным фильмом, снятым Балабановым на независимой студии «СТВ». Студия была создана в 1992 году продюсером Сергеем Сельяновым совместно с Балабановым. Поначалу Сельянов, воодушевлённый проектом и перспективами VHS‑рынка, планировал привлечь к производству знакомых продюсеров, которые видели «Счастливые дни» и с уважением относились к Балабанову, но инвесторов ему найти не удалось.
Фильм был снят за тридцать один день. По свидетельству Сельянова, на съёмки было потрачено около 10 тысяч долларов США; в итоге фильм снимали на собственные средства. Многие актёры работали за символическую плату или бесплатно. По словам Светланы Письмиченко, за «Брата» ей заплатили тысячу долларов. Вагоновожатую она играла в своей рубашке и кофте, в которой приходила на пробы; при этом для роли Светы актриса специально обучалась вождению трамвая. Свитер крупной вязки, который носил Данила Багров, купила художница Надежда Васильева на блошином рынке рублей за тридцать пять — сорок. Кожаную куртку-«косуху» для тусовщицы Кэт дала певица Настя Полева, сыгравшая в фильме камео (правда, сама Милютина это не подтверждает). Ботинки для героини нашлись у дочери Астахова.
Мы со Славой [Бутусовым] договорились, что он даёт нам музыку просто так, а я потом делаю ему клип на основе фильма. Клип этот потом показывали по телевизору много раз. Собрались и сделали кино вместе. Очень дёшево и быстро. Света Письмиченко по старой памяти снялась, в «Замке»‑то она получала деньги. Витя Сухоруков тоже по старой памяти...
— Алексей Балабанов
Во время съёмок сцены ранения Павла Евграфовича актёр Владимир Ермилов из-за ошибки пиротехника в действительности получил ранение ноги — ему пробило ногу двумя пыжами.
В последней сцене дальнобойщика сыграл оператор фильма Сергей Астахов, потому что к концу съёмок так и не нашли актёра, который умел бы управлять грузовым автомобилем, а каскадёры не устраивали Балабанова по игре.

### Локации
За исключением нескольких эпизодов, весь фильм снят в Санкт-Петербурге. Чтобы показать провинциальный город и ввести главного героя Данилу Багрова в сюжет, съёмочная группа отправилась в Приозерск, расположенный в Ленинградской области, где около старинной крепости Корела был снят эпизод с клипом группы «Наутилус Помпилиус». В кадре также присутствует центральная площадь Приозерска — площадь Ленина.
Эпизод с приездом Данилы в Санкт-Петербург снят на Витебском вокзале. В картине можно увидеть центральную часть города — Сенатскую площадь, Миллионную улицу, набережную канала Грибоедова, набережную реки Мойки, Исаакиевский собор — эти локации присутствуют в сценах, где главный герой гуляет по городу в ожидании брата. Первая встреча героев Бодрова и Сухорукова происходит в «доме Адамини» на Марсовом поле.
Большая часть действия фильма разворачивается на Васильевском острове. Сцены знакомства Данилы и Немца сняты на Андреевском рынке. Смоленское лютеранское кладбище присутствует в нескольких сценах, где эти два героя разговаривают о смысле жизни, конкретно съёмки проходили в фамильном склепе генерал-майора Александра Александровича фон Бекмана. Кроме того, на Смоленское кладбище Данила приносит тела убитых бандитов. Покушение киллера на Данилу снято на западной оконечности острова, рядом с одним из домов по улице Кораблестроителей. Сцена погони после стрельбы на рынке снималась в одном из дворов Тучкова переулка.
Съёмки проходили также в районе станции метро «Чернышевская», в окрестностях Сенной площади, на Сенном рынке (сцена с убийством Чечена) и на Петроградской стороне. На последней происходит беседа Данилы и Кэт в «Макдоналдсе» на Каменноостровском проспекте (на момент съёмок был единственным в городе). Встреча бандитов и вагоновожатой Светы проходит на 22 линии Васильевского острова. Концерт «Nautilus Pompilius», на котором присутствуют Света и Данила, на самом деле был концертом группы «Чиж & Co». По словам Светланы Письмиченко, пьяные фанаты группы чуть не задавили их с Бодровым в толпе.

## Прокат
17 мая 1997 года «Брата» показали во второй по значению — после основного конкурса — каннской программе «Особый взгляд». Со слов очевидцев, на показе присутствовали около тысячи зрителей, которые устроили пятнадцатиминутную овацию.
На видеокассетах фильм вышел в июне 1997 года. Первый показ состоялся в петербургском Доме кино. Увидев картину, критик Сергей Добротворский заявил, что фильм Алексея Балабанова станет «главным событием страны».
Премьера на телевидении состоялась 12 декабря 1997 года на телеканале «НТВ». Она сопровождалась обсуждением картины в прямом эфире с участием её создателей.
По сведениям ведущих оптовых компаний, в 2000 году фильм замыкал список 50 самых продаваемых видеофильмов (примечательно, что на вершине этого списка находился фильм «Брат 2»).
24 марта 2022 года фильм вместе со второй частью был выпущен в повторный кинопрокат. Сайт вести.ру отметил, что — «первый день проката фильма принёс 7 млн рублей, что для текущей ситуации является не просто хорошим, а отличным результатом. Бывает и так, что зарубежные релизы зарабатывают за уикенд гораздо меньше, чем „Брат“ освоил за сутки». Продюсер фильма Сергей Сельянов признался, что «Мы не делали никаких прогнозов, но результат превзошёл наши самые смелые ожидания. Нас впечатлило, что зрители, которые по 10-20 раз видели оба фильма, всё-таки пришли в кино. Вроде фильмы легендарные, удивляться нечему, но всё же поразительно».
На 3 апреля 2022 года фильм в повторном прокате собрал 59,5 миллионов рублей, или 577 тысяч долларов США, при количестве зрителей 219 тысяч.

## Реакция критики и рецензии

### Смыслы
По словам продюсера Сергея Сельянова, один из основных смыслов «Брата» заключался в фиксации перехода от «общинной системы жизни» при социализме к «индивидуальной ответственности» капитализма. Он отметил, что в «1990-х у отдельного человека появился шанс реализоваться максимально», но даже родственные связи, дающие объяснение названию фильма, перестали работать. Балабанов хотел показать важность и ценность потерянных связей, хотя главный герой в одиночку противостоял всем обстоятельствам окружающего мира.

### Культурные аллюзии
Литературный критик и публицист Виктор Топоров, изучая первую версию сценария фильма, отметил, что он различными деталями и режиссёрскими цитатами связан с другими фильмами Балабанова, как предыдущими, так и последующими.

Цельность Балабанова становится особенно очевидной в процессе чтения написанных им киносценариев, внутренние связи между которыми становятся здесь чем-то вроде единой системы кровообращения.
[...]

Из сценария «Брат» торчит одна удивительная ниточка, потянув за которую, многое — чуть ли не половину — в творчестве Балабанова можно распутать. «Возрастная» подруга Данилы, изрядно помятая жизнью вагоновожатая, оказывается здесь заядлой Нижней: ей нравится, когда её истязают, она держит в шкафу — и с готовностью пускает в ход на самой себе — чуть ли не весь арсенал SM. Что, с одной стороны, увязывает её воедино (да простится мне этот каламбур) с обеими «порнодивами» из «Уродов» и с дочерью секретаря райкома из «Груза-200», а с другой, чисто по-фасбиндеровски, превращает в многострадальную матушку-Россию! Именно так, то есть не больше, но и не меньше.— Виктор Топоров, предисловие к книге с киносценариями Алексея Балабанова
Критик также отмечает, что в балабановском «Трофиме» главный герой короткометражки отправляется сначала в Петербург, а потом — как и Данила Багров — в Москву. При этом сцены прибытия в Санкт-Петербург сняты в обоих фильмах на одном и том же вокзале — Витебском. Кинокритик Сергей Кудрявцев подтверждает это наблюдение и разворачивает дальше мысль о том, что фильм «Брат» и новеллу «Трофимъ» нельзя рассматривать в отрыве: и Данила, и крестьянин-«убивец» Трофим приезжают в им одинаково враждебный, пугающий их город. Единственное, пожалуй, отличие — современный город утратил приметы имперской столицы и превратился в «некое подобие унылого кладбища».

### Образы персонажей
- Кинокритик Антон Долин описывает главного героя фильма как «человека, выпавшего из контекста, живущего в пору больших перемен, но переставшего чувствовать Историю». По его мнению, Даниле Багрову нужны близкие и родные, а он их не находит, либо находит в них не то, что искал.

Близкий, почти родной зрителю персонаж живёт в мире фильма — главного, если не единственного за все 1990-е, исчерпывающе описавшего и резюмировавшего то переломное десятилетие. И, конечно, главного для Балабанова. В нём нет ещё открыточной лубочности «Брата-2» и жёсткого гиньоля «Груза 200», но уже не пахнет эзотерической задумчивостью «Счастливых дней» и «Замка». Зато есть то, что Балабанов позже определит термином «фантастический реализм», где неприкрашенная документальность граничит с крайней условностью. Жёсткий, чёткий, лихой, откровенный, наивный, поэтичный, музыкальный, не содержащий ни одного лишнего кадра или слова. С потрясающей актёрской работой, своей органикой и энергией выходящей далеко за пределы понятия «актёрская работа», — как у де Ниро в «Таксисте» или Юппер в «Пианистке». Идеально отвечающий определению «шедевр».
[...]

«Брат» — то ли трагедия, то ли комедия одиночества героя, который мечтал о близких, а оказался со своим пистолетом на Лютеранском кладбище в компании немца, да ещё режиссёра, который его до смерти боится. ОН будто предчувствует, что вот-вот наступят новые времена, в которых не останется места ни для автора, ни для актёра. А героя присвоят и обзовут своим братом тривиальные воры из банды Круглого — те, что безуспешно пытались его завалить в фильме. На самом деле, у Данилы Багрова не было никаких братьев. Он такой был один.— Антон Долин, рецензия на «Медузе» к 20-летию фильма
- Сергей Сельянов отмечает[9], что в 2000—2010-х в российском кино так и не появился столь же сильный образ, сравнимый с Данилой Багровым.
- Актёр Виктор Сухоруков, сыгравший брата Данилы, спустя двадцать лет после выхода фильма отметил одновременно и героизм, и противоречивость персонажа Сергея Бодрова.

Потребность в героях существует всегда, начиная от эпосов, былин, сказок. Что такое герой? Это и есть главная лошадь в тройке. Тот вороной, который прёт вот эту колесницу, телегу, тачку, бричку. Есть ли у нас такой сегодня? Нет. Герой должен родиться. Только не через идеологию, а через сопротивление, через столкновение позиций.
[...]

Даня Багров служил отечеству на определённом каком-то фронте, вернулся и решил помогать родному брату. В каждом из нас такое намешано противоречие добра, зла, любви, ненависти, силы и немощи. В этом противоречии надо найти героя, который в себе объединит слабое и сильное — и скажет: «Да, можно с этим жить! И не растерять, и разбогатеть, и быть сильным, и спастись».— Интервью Виктора Сухорукова «Медузе»
- Российский журналист и критик Юрий Сапрыкин определил личность Данилы как чистый лист, на котором указаны имена ближайших родственников, несколько прописных моральных истин («слабых надо защищать»), несколько врождённых социальных инстинктов («я евреев как-то не очень») и название любимой группы («Наутилус Помпилиус»). Фирменную невозмутимую пальбу главного героя Сапрыкин характеризует как «самое быстрое движение к цели, у которого срезаны все этические углы; простейшее решение для любой задачи, он как пуля, которая летит по прямой».

Данила целится в бизнесмена с той же готовностью, что и в рядового бандита, и в нерадивого мужа, с той же нерассуждающей готовностью он застрелил бы и случайного прохожего, окажись он на линии движения пули. Классовая вражда отсутствует в его простой ценностной сетке, где важно лишь разделение на своих и чужих, и за вычетом Татарина, который всегда свой, потому что брат, это разделение всегда устанавливается случайно, по ситуации.— Юрий Сапрыкин, рецензия в «Коммерсанте» к 20-летию фильма
Юрий Сапрыкин также соглашается с автором балабановской биографии Марией Кувшиновой по поводу роли Немца. Этот персонаж представляется своеобразным альтер эго режиссёра. Немец лучше Данилы понимает про силу и правду, и что жизнь сложнее, чем выученные в окопе этические «дважды два четыре». Немец отказывается брать у Данилы деньги, говоря — что русскому хорошо, то немцу смерть.

### Международная реакция
На сайте-агрегаторе Rotten Tomatoes рейтинг фильма составляет 100 %.

### Отсылки к библейским образам
Кинокритик Сергей Кудрявцев считает, что Немец — едва ли не единственная живая душа в будто бы умершем городе, а также предварительная намётка к явлению своего рода Иоанна Предтечи в последующей ленте Балабанова «Про уродов и людей» — персонажу-немцу по имени Иоган. В этом случае сам Данила — как библейский пророк Даниил, единственный, кто был способен разгадывать сны царя Навуходоносора, но совершивший при этом немало греховных деяний. Само имя главного героя — «говорящее». В одной из сцен на кладбище Гофман, оценивая недавний поступок Данилы, говорит: «Бог тебе судья…» Имя Данила имеет древнееврейское происхождение и в переводе на русский язык как раз и означает «Бог мне судья».
Данила выступает как некий «ангел-истребитель», который может своей местью-воздаянием покарать погрязших в пороках и преступлениях (но главное — в неверии и лжи) обитателей новоявленного «Содома». Вслед за этим якобы должен прийти черёд Москве («Гоморре») и «полный кирдык» для Америки, которая подобна «геенне огненной».

## Культурное влияние
- В 1999 году вышел фильм «Чёрный фраер», в котором были спародированы некоторые сцены и фразы из фильма «Брат».
- Отдельные сцены и фразы фильма «Брат» спародированы в одной из серий 2-го сезона телесериала «Ускоренная помощь» (2001).
- Одна из заставок петербургского выпуска программы «Вечерний Ургант» является юмористическим перифразом фильма — сначала Иван Ургант в образе Данилы Багрова под музыку Вячеслава Бутусова повторяет его прогулку по центру Петербурга, а затем встречается со своим «братом» (Дмитрий Хрусталёв), пародируя сцену прощания братьев из конца фильма.
- В финальной серии первого сезона веб-скетч-шоу «Внутри Лапенко» (2019) присутствует пародия на сцены подготовки Данилы к нападению, засады и последующего прощения им брата. Антагонист сериала, главарь ОПГ «Железные рукава», подобно Круглому, иногда разговаривает поговорками.
- Выпущенная в 2008 и 2009 годах компьютерная игра Grand Theft Auto IV, скорее всего, была частично вдохновлена фильмом[26]. Главный герой (Нико Беллик) — серб, вернувшийся в маленький городок после военной службы и участия в военном конфликте. Позже Нико отправляется в Либерти-Сити к своему брату Роману, которой соврал о своём состоянии. Прототип этого сюжета виден в фильме.
- В 2018 году певица Монеточка выпустила видеоклип на песню «90», который выдержан в стилистике 1990-х и практически дословно воссоздаёт многие сцены и образы из фильма «Брат»[27]. Главная героиня, вооружённая револьвером и одетая как Данила Багров (свитер или плащ с беретом и очками), пребывает в узнаваемых по оригинальной картине локациях: комната в коммунальной квартире, грузовой трамвай, рейв-вечеринка, а в кульминационный момент начинает убивать персонажей. Режиссёром и автором сценария клипа выступил Михаил Идов. В клипе снялись сама Монеточка, певица Гречка, а также Татьяна Буланова, Евгений Фёдоров, Мистер Малой, Константин Мурзенко, снимавшийся в «Брате 2», и кинокритик Станислав Зельвенский.

## Награды и номинации
- 1997 — Гран-при кинофестиваля «Кинотавр»: Лучшая мужская роль — Сергей Бодров-младший;
- 1997 — Награда «Silver Hugo» Чикагского международного кинофестиваля: за лучшую мужскую роль — Сергей Бодров-младший;
- 1997 — фестиваль Карловы Вары, номинация: Хрустальный глобус;
- 1997 — КФ «Созвездие»: Приз за лучшую мужскую роль второго плана — Юрий Кузнецов;
- 1997 — КФ «Созвездие»: Приз за лучшую мужскую роль второго плана — Андрей Федорцов;
- 1997 — МКФ «Лістапад» в Минске: Гран-при «Золото „Лістапада“» — Алексей Балабанов;
- 1997 — МКФ в Македонии: Приз «Золотая камера» — Сергей Астахов;
- 1997 — МКФ в Триесте: Гран-при «Золотая медаль» — Алексей Балабанов;
- 1997 — МКФ в Чикаго: Приз за лучшую мужскую роль — Сергей Бодров-младший;
- 1997 — МКФ восточноевропейского кино в Котбусе: Спец. приз жюри, Приз FIPRESCI — Алексей Балабанов;
- 1997 — МКФ молодого кино в Турине: Спец. приз жюри, Приз FIPRESCI — Алексей Балабанов;
- 1997 — ОРКФ в Сочи: Гран-при — Алексей Балабанов;
- 1997 — ОРКФ в Сочи: Приз за лучшую мужскую роль — Сергей Бодров-младший;
- 1997 — Премия «Золотой Овен»: Лучшему актёру года — Сергей Бодров-младший;
- 1998 — Ника, номинация: Лучший фильм.
- 2023 — Премия Нашего радио «Чартова дюжина» в номинации «Наше кино»[28]

## Саундтрек
| №   | Название               | Исполнитель        | Длительность |
| --- | ---------------------- | ------------------ | ------------ |
| 1.  | «Во время дождя»       | Наутилус Помпилиус | 3:49         |
| 2.  | «Крылья»               | Наутилус Помпилиус | 3:48         |
| 3.  | «Нежный вампир»        | Наутилус Помпилиус | 3:53         |
| 4.  | «Три царя»             | Наутилус Помпилиус | 4:25         |
| 5.  | «Воздух»               | Наутилус Помпилиус | 5:16         |
| 6.  | «Люди на холме»        | Наутилус Помпилиус | 5:09         |
| 7.  | «Летучий фрегат»       | Настя              | 3:21         |
| 8.  | «Матерь богов»         | Наутилус Помпилиус | 4:37         |
| 9.  | «Хлоп-хлоп»            | Наутилус Помпилиус | 4:00         |
| 10. | «Даром»                | Настя              | 3:51         |
| 11. | «Чёрные птицы»         | Наутилус Помпилиус | 3:26         |
| 12. | «Зверь»                | Наутилус Помпилиус | 6:59         |
| 13. | «Люди на холме (демо)» | Наутилус Помпилиус | 3:20         |

Саундтрек был выпущен спустя три года после выхода фильма — в 2000 году. Связано это с успехом второго фильма.
К выходу фильма в прокат группой Nautilus Pompilius был выпущен видеоклип на песню «Во время дождя». В нём снялись Вячеслав Бутусов (киномеханик), Сергей Бодров (посетитель кинотеатра) и Мария Жукова (девушка в кинотеатре). Также клип содержит в себе нарезку кадров из фильма. Режиссёром клипа выступил Алексей Балабанов.
Песня «Летучий фрегат», спетая Настей, также взята из репертуара группы Nautilus Pompilius и впервые была издана на их альбоме «Переезд» (1983). А в исполнении Насти она впервые вошла на трибьют «Наутилусу» «Отчёт 1983—1993» (1993).
Лидер группы Nautilus Pompilius Вячеслав Бутусов также выступил композитором обоих фильмов дилогии.

### Прочая музыка, прозвучавшая в фильме
| №  | Название                          | Исполнитель       | Длительность |
| -- | --------------------------------- | ----------------- | ------------ |
| 1. | «Max Don’t Have Sex With Your Ex» | E-Rotic           | 3:30         |
| 2. | «Coz I Luv You»                   | Slade             | 3:28         |
| 3. | «Giamaica»                        | Robertino Loretti | 2:13         |

## Дополнения к фильму
- Документальный фильм о создании обоих фильмов — «Брат. Фильм о фильме: 10 лет спустя» (2007).
- В сентябре 2022 года издательский дом Bubble Comics выпустил сборник комиксов «Брат. 25 лет» к 25-летию фильма. Презентация книги прошла в Москве, Санкт-Петербурге и Екатеринбурге. На 167 страницах собраны истории о Даниле Багрове и других известных и новых персонажах, некоторые из них выражают авторский взгляд на сюжет. Один из художников проекта — Андрей Васин, работавший над комиксами «Игорь Гром» и «Бесобой»[33][34].
- Документальный фильм о кинодилогии — «Брат навсегда», режиссёры Григорий и Анна Сельяновы (2025)[35].

## Продолжение
После успеха фильма «Брат» Алексей Балабанов приступил к написанию сценария для двух его продолжений. Вторая часть должна была повествовать о приключениях Данилы Багрова в Москве, а третья — в США. Однако было решено отказаться от этой идеи и объединить две последние части в одно целое.

Начал писать, смотрю — скучно ― и решил объединить. Получилось правильно, что объединил.— Алексей Балабанов
«Брат 2» вышел в 2000 году. Критики встретили его прохладнее, чем первую часть, однако зрителям фильм понравился не меньше.